# Преображенский район (Адыгея)
Преображенский район — административный район в РСФСР, существовавший в составе Адыгейской (Черкесской) АО .
Административный центр — село Преображенское.

## История
Образован постановлением Крайисполкома от 02.09.1924 г.
Ликвидирован постановлением ВЦИК РСФСР от 07.02.1929 года, территория передана в состав Красногвардейского района.

## Население
По переписи 1926 года, население района составляло 27438 человек, из которых:
- русские — 16727 (61,0 %)
- украинцы — 6264 (22,8 %)
- черкесы — 3252 (11,9 %)
- белорусы — 351 (1,3 %)
- абазины — 302 (1,1 %)
- греки — 261 (1,0 %)
- армяне — 245 (0,9 %)[1]

## Административное деление
При образовании включал 9 сельсоветов: Адамиевский, Белый, Бжедуг-Хабльский, Джамбичиевский, Еленовский, Николаевский, Ново-Севастопольский, Преображенский и Хатукаевский. В 1926 году из состава Джамбичиевского сельсовета был выделен Больше-Сидоровский и Саратовский, из Николаевского — Ивановский.
К 1929 году район включал 12 сельсоветов:
1. Адамиевский — а.Адамий, х. Чумаков, х. Литвинов, х. Урусов (позже Южно-Эксплуатационный)
2. Белый — с.Белое, х. Зайцев, х. Ковальчук, коммуна Заря
3. Бжедуг-Хабльский — а.Бжедуг-Хабль, х. Богарсуков, х. Богомолов, х. Верхне-Назаров, х. Нижне-Назаров, х. Садовый, х. Черногоркин
4. Больше-Сидоровский — х.Больше-Сидоровский, х. Каменев, х. Терпугов
5. Джамбичиевский — а.Джамбичи, х. Киевский, х. Курганный, х. Стародубов
6. Еленовский — х. Брежнев, х. Головатский, с.Еленовское, х. Мало-Сидоров, х.Пустосёлов, х. Селеняк-Краса, х. Фельдфебельский, х. Черкашин, х. Чуриков
7. Ивановский — х. Греков, х.Ивановское-Богданов, х. Лысенко, с. Ново-Бабичевское, х. Серафимовичи, х. Сибиряков, х. Снотаков, х. Султанов
8. Николаевский — х. Задорожный, х. Красный Восток, с.Николаевское, с. Ново-Алексеевское, х. Ново-Сокольский, х. Пезе-де Корваль, с. Соловьевское, х. Старо-Сокольский
9. Ново-Севастопольский — х. Воропаев, х. Квачева, х. Мало-Сидоров, с.Новосевастопольское, х. Падукино
10. Преображенский — а. Биуаше-Хабль, х.Папенков, с.Преображенское
11. Саратовский — х. Догужиев, х. Кисилев, коммуна Красный Герой, х. Лотарев, х. Пульхерово, х.Саратовский, х. Султанов, 1-я с/х Школа
12. Хатукаевский — п. Болгарский, х. Зазарный, х. Зелёный, п. Игнатов, х. Победоносцев, х. Пританьковский, коммуна Румяный Восток, х. Суботин, п. Узунов-Гулейманов, а.Хатукай